# Petrache Poenaru
Pour les articles homonymes, voir Poenaru.
Petrache Poenaru, né le 10 janvier 1799 à Bănești, Valachie (Roumanie) et décédé le 2 octobre 1875 à Bucarest, est un pédagogue, inventeur, ingénieur et mathématicien roumain. Il est l'inventeur du stylo-plume en 1827.

## Biographie
Esprit en avance sur son époque, Petrache Poenaru a contribué de manière significative à l'organisation de l'enseignement roumain.
Le 25 mai 1827 il a breveté à Paris, la plume sans fin portative, s'alimentant d'encre elle-même et il fut auditeur étranger à l'École polytechnique. C'est le précurseur du stylo-plume d'aujourd'hui.
En sa jeunesse, il fut le secrétaire particulier du héros révolutionnaire roumain Tudor Vladimirescu.
Il fut élu en 1870 membre de l'Académie roumaine.

## Publications
- (avec Florian Aaron et Georg Hill), Vocabulaire français-valaque d'après la dernière édition du dictionnaire de l'Académie Française, augmenté de plusieurs autres mots par P. Poyenar, directeur des écoles nationales, F. Aaron et G. Hill, professeurs du Collège St Sava, 2 Bde., imprimerie du Collège St. Sava, Bucarest, 1840-41.